# Kkangpae
Kkangpae (coreano: 깡패) es una romanización del coreano para 'gángster', 'matón', 'punk' o 'matón', que generalmente se refiere a miembros de pandillas callejeras no organizadas. Esto se opone a los mafiosos o miembros de bandas del crimen organizado, que se conocen como geondal (coreano: 건달) o jopok (coreano: 조폭 / Hanja: 組 暴; abreviatura de 조직 폭력배 / 組織 暴力 輩).
Las bandas criminales han aparecido en la cultura popular surcoreana, incluyendo el cine y la televisión, durante las últimas décadas. 

## Historia
La mafia coreana puede haberse establecido en el siglo XIX, hacia el final de la dinastía Joseon, con el auge del comercio y la aparición de inversiones de las potencias coloniales europeas. En este momento, las pandillas callejeras preexistentes, que eran en gran parte de clase baja pero operadas por comerciantes ricos, ganaron mayor influencia. La historia moderna de las organizaciones criminales coreanas se puede dividir en cuatro períodos: la era colonial, las turbas políticas de la década de 1950 y principios de la de 1960 bajo el presidente Syngman Rhee, el período de la Guerra Civil bajo el gobierno militar de Park Chung-hee y Chun Doo-hwan, y la era actual.

### 1910–1945: era Colonial
Durante los 35 años de Corea bajo el dominio imperial japonés, algunos coreanos fueron sometidos a trabajos forzados y esclavitud sexual. Esto se intensificó durante la Segunda Guerra Mundial cuando el Imperio de Japón extendió su imperio por Manchuria y partes de China. Durante este período, los coreanos huyeron al Japón continental y formaron turbas para superar la discriminación y el crimen. El "mafioso" más infame durante este período fue Kim Du-han, el hijo de un famoso luchador por la independencia de Corea y líder insurgente Kim Chwa-chin, un luchador por la libertad contra el dominio colonial. Después de que mataron a su madre y su padre, Kim creció como un mendigo y se involucró con una pandilla local llamada Jumok ("puño"). Ascendió de rango y se hizo famoso por luchar contra los grupos contra las turbas japonesas o yakuza.
La rama colonial de la yakuza imperial japonesa estaba entonces bajo el control de Hayashi, un coreano étnico que desertó a los japoneses y se unió a la yakuza. La mafia rival de la yakuza de Hayashi estaba controlada por Koo Majok, pero la mafia coreana siempre estaba escasa de dinero y muchos jefes de la mafia local eran desleales a Koo y formaron turbas separadas, notablemente Shin Majak y Shang Kal (cuchillos gemelos). Koo Majok finalmente trató de solidificar su control sobre las turbas coreanas al noquear a Ssang Kal y apoderarse de su territorio, pero causó una reacción violenta. Kim Du-han, originalmente miembro de Ssang Kal, se rebeló contra Koo Majok. Kim mató a Shin Majok y Koo Majok, y unificó a todas las turbas coreanas bajo su mando a la edad de 18 años. Después de solidificar su gobierno al vencer a los grupos rebeldes, Kim hizo su movimiento contra la yakuza, comenzando el famoso juicio. guerra entre Jumok y yakuza, que se convirtió en un símbolo de la resistencia de los coreanos contra los japoneses. Kim Du-han fue una figura importante del movimiento contra el dominio colonial y más tarde se convirtió en un político del Partido Liberal de Syngman Rhee.

### 1950s–60s: Político mobs
Durante el 1950s, dos Seúl separado-basó grupos, el Myung-dong y el Chong-ro, operados para proteger mercaderes coreanos de delincuentes japoneses quién era a menudo protegido por oficiales. El 1960s, aun así, vio un cierre de casi toda actividad de pandilla como aquellos grupos estuvo considerada un problema por el régimen.

### 1970s–80s: regla Militar
No sea hasta el temprano 1970s que las pandillas coreanas modernas empezaron para emerger. Las estructuras jerárquicas empezaron formar durante este tiempo, así como el uso de armas como cuchillos y barras de hierro qué culminados en ataques más violentos. El 1980s era un periodo floreciente para gangsters, cuando eran capaces de infiltrar negocios e instalar conexiones con en-gobierno de casa y oficiales de diversión, así como haciendo lazos con otros anillos de delito globales.

### 1990s–presente
El temprano 1990s vio otras medidas severas periódicas con Artículo 114 de la ley Criminal coreana que dicta aquel no sólo era organizó las pandillas ilegales, pero quienes unidos o formó los grupos también podrían ser cobrados. Esta ley nueva forzó muchos a esconder o huyendo, mientras muchos otros estuvieron arrestados, e incluso quienes acabaron su tiempo era a menudo puesto debajo vigilancia si  estuvieron considerados delincuentes de carrera . Aun así, la globalización rápida de Corea tiene  lo haga duro para aplicación de ley a completamente estampa delito organizado fuera, el cual continúa ser un problema en el día presente.
Los miembros de las pandillas han sido vinculados a delitos que van desde el tráfico sexual hasta el contrabando de drogas, el robo, el secuestro para pedir rescate y la extorsión. Una encuesta en 2007 mostró que 109 reclusos encarcelados por actividades delictivas organizadas estaban todos involucrados en extorsión, en su mayoría victimizando / dirigiendo bares, clubes nocturnos y salas de juegos. Los gánsteres también se han utilizado como músculos y hombres fuertes contratados para los negocios, como en el caso de Kim Seung-youn, "un propietario de un conglomerado que contrató a gángsteres para secuestrar y golpear a los empleados de un bar". Las agresiones se han vuelto más comunes en los últimos años como se vio en 2009, cuando de 621 pandilleros, el 35% fueron arrestados por agresión mientras que la extorsión ocupó el segundo lugar con un 29%, y el juego ilegal (11%) y la usurpación de préstamos (7%) compensaron el resto. El número de pandilleros y afiliados aumenta en años de tensión económica, como en la recesión económica de 2009, cuando los funcionarios vieron un aumento del 60% en las nuevas formaciones y actividades de pandillas. En 2011, la policía inició una represión contra las pandillas y sus afiliados, deteniendo a 127 personas durante la primera semana de la "guerra contra el crimen organizado".
Los mafiosos surcoreanos a menudo tienen tatuajes del pa (en inglés: mob) en el que se encuentran. Cuando se enfrentan a otras turbas, muestran sus tatuajes para ayudar a identificarse. El tatuaje también se puede utilizar como advertencia para el público en general. Como resultado, los tatuajes a menudo se consideran tabú en la sociedad surcoreana. El jefe de la mafia en Corea se llama "hyungnim".
La imagen estereotipada del mafioso surcoreano por excelencia es una con un peinado gakdoogi, que consiste en los lados de la cabeza afeitados, con el cabello en la parte superior, una gran complexión, ropa oscura y negra, trajes de mal gusto, autos de lujo pintados de negro, tatuajes prominentes y acentos o dialectos regionales (coreano: Saturi). Contrariamente a la creencia popular, Seúl no es un semillero conocido de presencia de la mafia surcoreana. Las organizaciones más destacadas de la mafia surcoreana operan en la región de Jeolla, en ciudades como Gwangju y Mokpo, y se sabe que otros mafiosos surcoreanos operan en Busan e Incheon.

### Pandillas coreanas Del sur prominentes
Hay muchas bandas locales con nombre y afiliados al crimen organizado en Corea del Sur. A menudo operan pequeñas empresas locales para ganar dinero extra, sin embargo, su fuente habitual de ingresos proviene de las tarifas de protección, en las que se apoderan de un determinado vecindario designado como su "territorio" (coreano: 구역), exigiendo que todas las empresas en el barrio realiza un pago mensual a los líderes de las pandillas a cambio de no dañar su negocio.

## En cultura popular
Las películas que romantizan a kkangpae han aparecido en el cine surcoreano desde la década de 1970, pero se afianzaron en el mercado a principios de la década de 1990. Tales películas enfatizaron rasgos como la lealtad, la decencia y la moralidad en un contexto de violencia y corrupción. La popularidad de películas como Friend (2001), A Bittersweet Life (2005), New World (2013) popularizó la imagen del gángster identificable y "honorable".
El aumento del contenido centrado en las pandillas en el cine y la televisión se ha relacionado con cambios en la percepción pública de los kkangpae, especialmente en los adolescentes y el público más joven. Algunos han relacionado esto con el aumento de las pandillas en el patio de las escuelas conocidas como iljinhoe, que pueden inspirarse en tales películas en forma de intimidación y abuso mental o físico. Los jóvenes pueden admirar a los personajes kkangpae por su fuerza e inteligencia fuera del entorno restrictivo del aula.